# Gustav A. Wetter
Gustav Andreas Wetter SJ (* 4. Mai 1911 in Mödling bei Wien; † 5. November 1991 in Rom) war ein österreichischer Philosophiehistoriker. Er gehörte ab 1936 dem Jesuitenorden an und beschäftigte sich mit Philosophie und Geschichte der Sowjetunion.
Wetter trat 1930 in das Collegium Russicum in Rom ein und wurde zwischen 1947 und 1954 dessen Rektor. Weihnachten 1935 wurde er nach byzantinisch-slawischem Ritus zum Priester geweiht. An der Päpstlichen Universität Gregoriana erlangte er die Doktorwürde. Von 1957 bis in die 1970er Jahre war er Professor für Geschichte der Russischen Philosophie am Päpstlichen Orientalischen Institut und an der Gregoriana.

## Werke
- Der dialektische Materialismus. Seine Geschichte und sein System in der Sowjetunion, Herder, Freiburg 1952 (und weitere Auflagen)
- Philosophie und Naturwissenschaft in der Sowjetunion, Rowohlt, Hamburg 1958.
- Sowjetideologie heute, gemeinsam mit Wolfgang Leonhard in Fischer Bücherei, Frankfurt am Main 1962
- Die Umkehrung Hegels. Grundzüge und Ursprünge der Sowjetphilosophie,  Verl. Wissenschaft u. Politik, Köln 1963 (Beiträge zur Sowjetologie, Band 1).